# Friedrich Polling
Friedrich Polling (* 5. Januar 1818 in Dessau; † 1. August 1886 ebenda) war eine führende Persönlichkeit der Arbeiterbewegung in der Märzrevolution, Dichter und Gründer des ersten Arbeitervereins in Dessau. Polling wurde zum Vorkämpfer der Gewerkschafts- und Arbeiterbewegung in Dessau und Anhalt.

## Leben

### Herkunft
Polling war der Sohn eines Handarbeiters.

### Karriere
Polling, dessen eigentlicher Vorname Johann Gottfried Christian war, besuchte vermutlich eine Armenschule und arbeitete dann als ungelernter Handarbeiter. Als während der Märzrevolution 1848 unter dem liberalen Ministerium Habicht/Köppe ein Comitee der Handarbeiter gebildet werden konnte, wurde Polling zum Vorsitzenden gewählt. Aus diesem Komitee gründete Polling im Dezember 1848 den ersten Arbeiterverein in Dessau und wurde somit zum Anführer der Dessauer Handarbeiter. In diesem Verein organisierte er rund 300 Arbeiter.
Nach der Niederlage der Revolution geriet Polling in eine schwierige finanzielle Lage und baute eigenhändig mit seiner Familie die Häuser Stenesche Straße 19 bis 21 in Dessau. 1853 wurde ihm sein Amt als Leiter des Arbeiterbüros entzogen und am 13. Juli 1854 wurde der Arbeiterverein aufgelöst. Polling wurde 1863 Mitglied des neu gegründeten ADAV (Allgemeiner Deutscher Arbeiterverein), wo er es bis in den Vorstand schaffte. Dadurch kam er in Kontakt mit zahlreichen anderen Arbeiterführern wie Wilhelm Bracke, Julius Bremer, Theodor Yorck und Friedrich Wilhelm Fritzsche. 1867 oder 1868 gründete Polling erneut einen Arbeiterverein und kandidierte für den Norddeutschen Reichstag. 1869 nahm er an der Eisenacher Konferenz teil und war dafür mitverantwortlich, dass die neu gegründete SDAP (Sozialdemokratische Arbeiterpartei) das Wort Arbeiter im Namen trug. 1868 startete Friedrich Polling eine Aktion zur Schulgeldfreiheit, gegen die geplante Erhöhung des Schulgeldes im Herzogtum Anhalt. Im selben Jahre gründete er auch die ersten Gewerkschaftsvereine in Dessau.
13. November 1877 musste Polling für 7 Monate ins Gefängnis, da er die Existenz Gottes anzweifelte und Gotteslästerung betrieben haben soll. Er starb am 1. August 1886 in seiner Wohnung in der Bauhofstraße 13. Zu seiner Beisetzung  am 3. August sollen trotz der Verbote während der „Sozialistengesetze“ über 1000 Personen aus Dessau und von auswärts gekommen sein.

### Familie
Polling heiratete am 11. März 1849 Sophie Polling, geb. Johanne Marie Friederike Jänsch (1824–1892). Zusammen hatten sie 8 Kinder, darunter:
- Friedrich Bolling, Gastwirt und Bauunternehmer der 1904 den Kristallpalast in Dessau baute und betrieb.

## Ehrungen
- Der ehemalige Friedhof II in Dessau wurde in der DDR in Polling-Park umbenannt.
- Auf selbigem Polling-Park befindet sich eine Büste von ihm.
- Die Friedrich-Polling-Straße in Dessau ist nach ihm benannt.